# Zwischenbescheid
Ein Zwischenbescheid ist in Verwaltung und Wirtschaft ein Schriftstück, das von Behörden oder Unternehmen versandt wird, wenn durch diese absehbar ist, dass die Bearbeitung eines Antrags oder Geschäftsvorfalls längere Zeit in Anspruch nehmen wird, bis ein endgültiger Bescheid erteilt werden oder ein endgültiger Geschäftsabschluss erfolgen kann.

## Allgemeines
Der Zwischenbescheid stammt ursprünglich aus dem Verwaltungsverfahren. Er wurde später in der Wirtschaft übernommen, um dem Kunden oder Bürger eine Abgabenachricht, einen Vorbescheid oder Zwischenbescheid zu erteilen, wenn die Bearbeitung voraussichtlich längere Zeit beanspruchen wird. In der Wirtschaft wird der Begriff Zwischenbescheid umgangssprachlich verwendet und entfaltet dort rein tatsächliche Wirkungen, indem er den Adressaten auf die längere Bearbeitungszeit hinweist. Rechtsfolgen hat der Zwischenbescheid hier nicht.

## Verfahrensrechtliche Bedeutung
Eine beantragte Genehmigung gilt nach Ablauf einer für die Entscheidung festgelegten Frist als erteilt (Genehmigungsfiktion), wenn dies durch Rechtsvorschrift angeordnet und der Antrag hinreichend bestimmt ist (§ 42a Abs. 1 Satz 1 VwVfG). Um den Eintritt dieser Genehmigungsfiktion zu verhindern, kann die Behörde einen Zwischenbescheid erteilen mit der Folge, dass sich die gesetzlich festgelegte Frist vor ihrem Ablauf um den Zeitraum verlängert, der notwendig ist, um die Prüfung der Genehmigungsvoraussetzungen abschließen zu können.
Durch Rechtsvorschrift angeordnet ist dies beispielsweise in § 22 Abs. 5 BauGB, § 15 Abs. 1 Satz 3 PBefG oder § 6 GrdstVG.

### Voraussetzungen
Der Zwischenbescheid nach § 15 Abs. 1 Satz 3 PBefG steht im Zusammenhang mit der behördlichen Erlaubnis zur Personenbeförderung mit Straßenbahnen, Obussen oder mit Kraftfahrzeugen im Linienverkehr. Kann die Prüfung des Antrags innerhalb von 3 Monaten nicht abgeschlossen werden, ist die Frist vor ihrem Ablauf in einem den Antragstellern mitzuteilenden Zwischenbescheid um den Zeitraum zu verlängern, der notwendig ist, um die Prüfung abschließen zu können. Diese setzt für ihre Wirksamkeit nach § 15 Abs. 1 PBefG in formeller und materieller Hinsicht voraus, dass die örtlich und sachlich zuständige Behörde entscheidet, dass die Entscheidung über die Fristverlängerung vor Fristablauf erfolgt, dass die Entscheidungsfrist verlängert wird, dass die Verlängerung nicht mehr als drei Monate beträgt und dass dies dem Antragsteller mitgeteilt wird.
Die Angabe des Enddatums der verlängerten Entscheidungsfrist ist für die Wirksamkeit des Zwischenbescheides nicht erforderlich, ebenso wenig eine Begründung.
Nach Fristablauf hat die Behörde auf Antrag ein entsprechendes Zeugnis bzw. eine Genehmigungsurkunde zu erteilen (§ 22 Abs. 5 Satz 5 BauGB, § 15 Abs. 2 PBefG, § 6 Abs. 3 GrstVG).

### Rechtsschutz
Der Zwischenbescheid ist kein Verwaltungsakt, sondern eine behördliche Verfahrenshandlung im Sinne des § 44a VwGO, die nicht gesondert angefochten werden kann. Ein Widerspruch gegen einen Zwischenbescheid ist deshalb unzulässig.
Nach Ablauf der im Zwischenbescheid verlängerten Entscheidungsfrist kann Feststellungsklage gem. § 43 VwGO erhoben werden mit dem Antrag, festzustellen, dass bezüglich der beantragten Genehmigung die Genehmigungsfiktion eingetreten ist. In diesem Zusammenhang kann gegebenenfalls auch die Unwirksamkeit eines Zwischenbescheids geltend gemacht werden.
Tritt durch den Erlass eines unzulässigen Zwischenbescheids ein Vermögensschaden zulasten der Beteiligten ein, kommt ein Amtshaftungsanspruch gem. § 839 BGB, Art. 34 GG in Betracht.

## Zwischennachricht
In § 14 Abs. 1 Gemeinsame Geschäftsordnung der Bundesministerien (GGO) ist vorgesehen, dass Anträge, Fragen und Beschwerden so schnell und so einfach wie möglich zu erledigen sind. Erfordert die Antwort einen Zeitraum von mehr als vier Wochen, ist eine Zwischennachricht zu erteilen. 

## Abgrenzung
Teilt eine Behörde einem Antragsteller mit, dass die Entscheidung über eine begehrte Leistung noch nicht getroffen ist, hat diese Mitteilung keinen eigenen Regelungsinhalt. Ein solcher „Zwischenbescheid“ ist ein Realakt, welcher mit einem Rechtsbehelf nicht angreifbar ist.
Teilweise wird der Begriff auch als Synonym für eine prozessuale Zwischenentscheidung über das Vorliegen prozessrelevanter Umstände gebraucht.
Der Bauvorbescheid klärt im Baurecht grundsätzliche Fragen bezüglich der bauplanungsrechtlichen Zulässigkeit seines Bauvorhabens. Anders als der Zwischenbescheid bezieht er im Vorfeld des Bauantrages fachlich Stellung; auf den Erlass eines Bauvorbescheids besteht ein Rechtsanspruch, ein Zwischenbescheid liegt dagegen im Ermessen der Behörde.

## Wirtschaft
Der Zwischenbescheid wurde in der Wirtschaft (hier auch Abgabenachricht, Zwischennachricht) übernommen und soll Kunden über den Status eines Vorgangs oder Vertragsabschlusses informieren und deren weiteren Anfragen vermeiden. Er hat keinerlei Rechtsfolgen, denn verwaltungsrechtliche Bestimmungen sind hier nicht anwendbar.
Der Zwischenbescheid sollte sich auf die Bestellung, die Bewerbung, den Kundenauftrag oder die Reklamation beziehen, den Grund für die Verzögerung beinhalten und eine Terminangabe des vorgesehenen Abschlusses enthalten. Zwischenbescheide gehören zur Lieferqualität und pflegen die Geschäftsbeziehung. Zwischenbescheide entfalten in der Wirtschaft – anders als in der Verwaltung – keinerlei rechtliche Verbindlichkeit.
Beispiele sind private oder öffentlich-rechtliche Bewerbungs- und Auswahlverfahren, die Pflege von Lieferbeziehungen oder der Umgang mit Kunden beim Beschwerdemanagement.